# スクール!!
『スクール!!』は、2011年1月16日から3月20日までフジテレビ系列のドラマチック・サンデー（日曜21:00 - 21:54。JST）枠で放送されたテレビドラマ。初回は21:00 - 22:24までの30分拡大、最終回は21:00 - 22:48の2時間SP。主演は江口洋介。キャッチコピーは「本気で怒れ、笑え、泣け。」。
「ドラマチック・サンデー」のシリーズ第2作。中堅のゼネコンで現場監督として勤務していた一人の男（江口洋介）が、母校である小学校の校長に就任。教育のイロハを知らない民間出身の校長が、子供や親などの様々な問題を解決していく。

## あらすじ
成瀬誠一郎は、中堅ゼネコンに勤めて20年、主にトンネル工事を中心とした土木作業一筋の人生を送った。そんな中、勤務していたゼネコンが突然倒産してしまう。夢も希望も失った成瀬の元に、小学校時代の恩師である武市幹城の推薦で、母校である公立小学校・新宮（しんぐう）小学校の民間校長の就任要請の話が舞い込む。
最初は戸惑い気味だった成瀬だったが、武市のたっての願いから就任のオファーを受けることを決め、校長に就任する。

## 登場人物

### 新宮小学校
成瀬 誠一郎〈42〉
演 - 江口洋介
勤めていた建設会社の倒産により、新宮小学校の民間人校長に赴任。中堅ゼネコンで20年間現場所長として施工畑一筋でやってきたガテン系男で、教員免許は無い。行動力があり陽気でポジティブな性格で、ことあるごとに「○○の鬼」と言う。幼い頃から根っからの「ガキ大将気質」で、その辺りを恩師である武市幹城に買われている。その武市とは昔、ある「男の約束」をしているが、それは二人だけの秘密のようだ。自分が通っていた頃とは大きく変わった母校の姿に愕然とし、現状を変えるべく奮闘していく。実はその裏には、亡き息子への想いも深く関わっている。母校の地区に家が無いため、武市の家に下宿している。
最終回で新宮小学校の廃校が免れると同時に、原アキラが校内で起こした事件の責任を取る形で校長を辞任した。
桐原 伊織〈39〉
演 - 西島秀俊
新宮小学校6年生のクラス担任及び教務主任。1971年4月10日生まれ。東京学芸大学出身。区の教育委員会からも一目置かれるスーパー小学校教師で、他の教職員たちからも多大な信頼を寄せられている。成瀬に向かっても正論ばかりで対抗していく現実主義者で、ことあるごとに彼とは対立しているが、実は他のどの教師よりも生徒たちを観察し、現状を把握している。「現実的にベストな対応をする」と公言する彼だが、岡本によれば「昔の桐原は成瀬に似ていて熱い教師だった」とのこと。作中、細かいところで意外性を垣間見せることがあり、岡本が脇谷副校長に向かって「いい音色だろ？」と口にした時には「マ・クベですね」と呟いた。
武市 かの子〈22〉
演 - 北乃きい
武市幹城の末孫娘。新宮小学校の非常勤講師。5歳のときに両親を亡くし、姉共々祖父に育てられた。就職浪人になるところを祖父のコネで現在の職にありつき、隙あれば求人雑誌を読んでいる。明朗快活であり真面目な平凡な女性だが、やや短気で愚痴っぽいところは幹城にも窘められている。幹城の孫ということで成瀬には尽く協力を強いられ、嫌々ながらも成瀬と一緒に奮闘していくこととなる。しかし、成瀬の子供に対する一生懸命さ、彼の亡き息子への強い想いに触れ、徐々に教師という仕事について深く考えるようになる。
大橋 仁〈30〉
演 - 塚本高史
新宮小学校5年生のクラス担任。陸上ではインターハイに出場した経験もあるなど根っからの体育会系。その調子のよさで、誰に対してもいい顔をするが、根は真面目で熱く、目指す教師は『GTO』の鬼塚英吉。しかし、現実には彼のクラスは学級崩壊にまで陥っており、全てに対処するのにいっぱいいっぱいになっていた。教職員には「元気で明るい教師」を装っており、プライドが邪魔をして自分の弱みを他人に見せられずにいた。その為、一度不登校にまで及ぶが、成瀬とかの子の必死の説得で、紆余曲折を経て新宮小学校に戻ってくる。以降は、成瀬の教育方針に賛同することが多くなり、桐原のことを気に掛けたりと、成瀬に頼りにされ、桐原にも一目置かれる存在となる。趣味は教師合コン。
岡本 幸恵〈34〉
演 - 市川実和子
養護教諭。ガンダムオタクで、誰かを諭したりからかったりする際にちょいちょいガンダムの名ゼリフが出てくる他、数々のガンプラを所有している。学校内の政争にも無関心で、いつも何を考えているかわからない、どこか不思議な女性。常にマイペースなせいか、みんな安心して色々なことを話すため情報通。他の教師とは異なる立ち位置で成瀬の行動を見ており、時に背中を押すようなことを口にしたりする。桐原とは前にも同じ小学校で勤務していた時期があり、8年前の彼のことを知っている。
本木 友一〈24〉
演 - 三浦翔平
新宮小学校4年生の担任。教師2年目の若手教師。今時の冷静でドライな青年で、成瀬のやることには無関心。内心では自分が正規採用であることを鼻に掛けている。上に従うのが一番と考え、下には適当に接するという典型的なサラリーマン。生徒には優しいが、桐原に比べ管理は行き届いていない。教職員の中ではツッコミをすることもある。作中でも傍観者的な立場で止まっていたが、6話では単親家庭について批判するようなことを口にしたため、かの子に殴られるという悲惨な目に。
村上 美香子〈50〉
演 - ふせえり
新宮小学校1年生のクラス担任。民間人校長制度には批判的な姿勢。昔ながらの制度や前例にこだわり、堅苦しく古い教育観を持っている。
柏葉 太一〈53〉
演 - 田窪一世
新宮小学校2年生のクラス担任。民間人校長制度には批判的。教育に対し、保守的な姿勢を崩さない。ベテランゆえ、現在の教育には一種の諦めに似た感情を抱いている。
「アフター・スクール!!」内ではダイエットに挑戦している描写がなされた（が効果は見えておらず、村上らから密かにツッコまれていた）。
西園寺 綾〈32〉
演 - 吉井有子
新宮小学校3年生のクラス担任。村上・柏葉に同調しており、民間人校長制度には批判的。
脇谷 九重郎〈58〉
演 - 塩見三省
新宮小学校の副校長。ことなかれ主義の代表のような存在。型にはまらない成瀬を迷惑に思っているが、実際には成瀬と対立する桐原の間を右往左往している状態。何事からも責任を回避しがちで、全てを他人の意見で丸く収めようとする癖がある。娘が二人おり、趣味はカラオケ。
最終回で成瀬の後を継いで校長へ昇格した。

### 新宮小学校5年生
20名・五十音順
阿部 高志
演 - 阿部考将

石田 那奈
演 - 赤石那奈

市村 理矩
演 - 市川理矩
裕福な家に育つが、両親が仕事で不在がちなため普段は寂しい生活を送っている。何でも金に頼る性格でクラスでもあまり良い印象がなかったが、成吾の事件を機に性格を改める。
伊藤 かすみ
演 - 伊藤綺夏
クラスの委員長。問題児揃いのクラスの中では数少ない常識人。母親と二人暮らしであるため、父親参観の企画の際には反対した。
上野 成吾
演 - 上妻成吾
鉄工所の息子。父親が借金を重ねた上に就学援助制度を使用せず、給食費が払えなかったため給食を長らく食べていなかった。精神的に追い詰められ、橋から飛び降りたら理矩から10万円をもらうという危険な行為にでるが、成瀬に止められ事なきを得る。普段はいたずら好きの少年である。
大朏 岳
演 - 大朏岳優

小笠原 レイラ
演 - シャーロックレイラ

キャンベル 明日香
演 - アービーアリーヤ明日香
清水 俊哉
演 - 清水優哉
悪童トリオの一人。翔子、頼と共にクラスでいじめをしていたが、実際は翔子のいいなりになっていた手下にすぎなかった。物語終盤で翔子を空気にしようとしていた。
白石 和澄
演 - 菊池和澄
おしとやかな性格の美少女で翔子の幼なじみだが、勇気がクラスに復帰してから新たなるいじめのターゲットにされてしまう。
高山 龍飛
演 - 高橋龍飛

滝沢 良平
演 - 滝澤諒

田中 勇気
演 - 根岸泰樹
いじめられっこで翔子たちの最初の「空気」。入院していたためにかけ算が出来ず、5年生のクラスとは個別で授業を受けていたが、成瀬の協力により全ての段を暗記したことでクラスに復帰。同時に空気も免除された。
谷本 毅
演 - 谷山毅
成績はそこそこ優秀。マンションの屋上ではるかにキスをされた光景を仲間にスキャンダルされてしまった。
遠山 真歩
演 - 當麻真歩

中嶋 はるか
演 - 中嶋春陽
大人びた雰囲気を醸し出す美少女でクールな性格。
マンションの屋上にて毅にキスした光景をスキャンダルされた。両親が離婚して父親の元へ引き取られる。
西川 奈那子
演 - 西山奈那

橋部 来留美
演 - 橋本来留美

原 翔子
演 - 荒川ちか
悪童トリオの一人でクラスのボス的存在の美少女で小悪魔系の笑顔が特徴で発育が良く中学生にも見える。いじめるターゲットを定めては、「空気」と称して徹底的に苦しめている。本来は優しい性格で、成瀬からは、「本当はすごく優しい子」だと言われるほどだが、兄から暴力を受けていることが原因でクラスを支配している。最後で、幹城前校長から自分を変える勇気を教えられる。1話で自身のポケットからライターを抜き取ろうとした成瀬に濡れ衣を着せた。
松下 頼
演 - 松本頼
悪童トリオの一人。翔子、俊哉と共にクラスでいじめをしていたが、実際は翔子のいいなりになっていた手下にすぎなかった。
生徒の名前は一部の人物を除いて演者の姓または名を変えたものである。

#### 座席表
表記は役名、演者の名前は上記を参照。
|        |       | 教卓  |       |        |
| 伊 藤  | 中 嶋 | 白 石 | 谷 本 | 市 村  |
| 西 川  | 阿 部 | 上 野 | 田 中 | 遠 山  |
| 小笠原 | 石 田 | 清 水 | 松 下 | 明日香 |
| 高 山  | 大 朏 | 原    | 橋 部 | 滝 沢  |

### 武市家
吉村 百合子〈30〉
演 - 堀内敬子
武市幹城の孫娘。かの子の姉。24歳で結婚したが、夫の浮気が原因で大喧嘩し、実家である武市家に戻ってきた。まだ籍は抜いていないが、既に離婚しているかのような発言をよくしては妹のかの子に突っ込まれている。おっとりしているように見えるが、実際は竹を割ったような性格の持ち主で、家の中を仕切っている。かなりの酒豪。男らしく家事もこなす成瀬に感心し、熱心に応援している。
武市 幹城〈72〉
演 - 岸部一徳
新宮小学校の元校長で、元台東区の教育委員長。かの子と百合子の祖父で、両親を亡くした二人を長い間育ててきた。成瀬の恩師で、彼とはある「男の約束」をしており、二人で晩酌をすることも。教育委員会からの要請で、民間人校長の選定委員を務めている。昔は鬼教師だったが、今は飄々とした性格。人のことを何よりも大切にする成瀬の人柄を理解し、新宮小学校の民間人校長に推薦する。元教え子である成瀬に「ミキちゃんと呼んで」と言うなど、お茶目な面をもつ。成瀬のことは、長年の教師の立場からのアドバイスをしつつ、温かく見守っている。「子供には無限の可能性がある」が信条で、子供にはより多くの体験をさせることが教師の努めだと考えている。終盤では症状の重い心臓疾患を抱えている事が判明するが、残り少ない時間を原翔子を救うために命をかけた。いろいろな名前の酒を飲むのが趣味で、作中に出てきたものには結構なインパクトがあるものも多い（「どん底」など）。

### その他
関口 美奈
演 - 宮田早苗
PTA会長。元々民間人校長の件を快く思っておらず、新宮小学校を改革しようとする成瀬の方針に懐疑的である。毎回学校側には無理難題を要求してくる。
成瀬 正太郎
演 - 鈴木福
誠一郎の息子。母の亮子と同様にバスの事故で亡くなっている。
成瀬 亮子
演 - 中越典子（友情出演）
誠一郎の妻。息子の正太郎と同様にバスの事故で亡くなっている。

### ゲスト

#### 第1話
杉山
演 - 阿南健治（第5話にも出演）
成瀬のゼネコン時代の後輩。
田中 美代子
演 - 中込佐知子
勇気の母。
森田
演 - 阿部亮平（第5話にも出演）

北野
演 - 光宣（第5話にも出演）

新宮小学校の警備員
演 - 朝倉伸二（第5話にも出演）

#### 第2話
谷本 弘子
演 - 氏家恵
毅の母。
谷本 健一
演 - おかやまはじめ
毅の父。
谷本 健太郎
演 - 児玉頼信
毅の祖父。
谷本 雅子
演 - 上岡紘子
毅の祖母。
中嶋 恵子
演 - 中村真知子
はるかの母。
中嶋 幸造
演 - 野間口徹
はるかの父。英教出版に勤務。
校長先生
演 - 遠藤たつお
教育委員会のメンバー。現役の校長。
会議の男
演 - 窪園純一
教育委員会のメンバーのひとり。

#### 第3話
上野 正人
演 - 田中要次
成吾の父で上野鐡工所を営んでいる。
成吾と理矩を追い駆けていた男性
演 - 原金太郎

進学塾の男性
演 - 児玉貴志

借金取り
演 - 阪田マサノブ、藤岡大樹

#### 第4話
田畑 健
演 - 中島凱斗（ - 第5話）
新宮小学校4年生の生徒。
田畑健の母
演- 滝沢涼子
大橋のアパートの大家
演 -ト字たかお（第5話にも出演）

#### 第5話
桐原の8年前の教え子
演 - 武井証（ - 第6話）

#### 第6話
伊藤 春江
演 - 舟木幸（ - 第7話）
かすみの母。
小林 宗司
演 - 甲本雅裕（ - 第7話）
近所のスーパーの店長。消防団員。

#### 第7話
井上 樹
演 - 小林海人
新宮小学校3年生の生徒。母子家庭。
医師
演 - 山本圭
幹城の主治医。

#### 第8話
原 アキラ
演 - 竹内寿
翔子の兄で翔子にDVをしていた。私立中学校の3年生。妹が成瀬の元に預けられた事で怒り狂い、学校を襲撃するが、騒乱の末に警察に逮捕された。
相原 欣一
演 - 大林丈史（ - 10話）
教育委員会教育長。
成瀬の同窓生
演 - 六角精児、矢柴俊博、佐伯新

須藤
演 - 菅原大吉
桐原の先輩にあたる現役教師（副校長）。
小須田康人

#### 最終話
大杉漣
屋根真樹
雲雀大輔

## スタッフ
- 編成企画 - 成河広明
- 企画統括 - 瀧山麻土香
- 脚本 - 秦建日子、森ハヤシ
- 主題歌 - サンボマスター「希望の道」[5]
- 音楽 - 延近輝之
- プロデューサー - 永井麗子
- 演出 - 土方政人、岩田和行、平野眞
- 技術プロデュース - 市村雅彦
- 撮影 - 栗栖直樹
- TD - 浅野仙夫
- 映像 - 高梨剣
- 照明 - 阿部慶治
- 音声 - 島田隆雄
- 編集 - 河村信二
- 選曲 - 大森力也
- 音響効果 - 寺岡基臣
- ライン編集 - 勝又秀行
- MA - 藤井啓介
- CG - 近藤望
- 美術プロデューサー - 杉山廣明
- デザイン - 荒川淳彦
- 美術進行 - 福井大
- 大道具制作 - 浅見大
- 大道具操作 - 和田幸政
- 装飾 - 錦織洋史
- ヘアメイク - 越智雅代、丸山智美
- 衣裳 - 細谷恵子
- スタイリスト - 長瀬哲朗
- アクリル装飾 - 鈴木竜
- 持道具 - 中田瑛理
- 電飾 - 白鳥雄一
- 視覚効果 - 浅田雅美
- 生花装飾 - 牧島美恵
- 植木装飾 - 後藤健
- フードコーディネーター - 住川啓子
- 建具 - 三田村賢
- 撮影協力 - 台東区フィルムコミッション、キムラ工業株式会社、茨城県、石岡市、株式会社アレスコ、日本国土開発株式会社、
- 音楽協力 - フジパシフィック音楽出版
- 協力 - ベイシス、フジアール、バスク
- 広報 - 加藤麻衣子（フジテレビ）
- 広告宣伝 - 福田佳代
- ホームページ - 丸谷利一
- スチール - チャールズ村上
- 車輌 - ドルフィンズ
- オープニングタイトル - 上田大樹
- スケジュール - 吉田使憲
- 演出補 - 後藤庸介
- 記録 - 藤島理恵
- プロデューサー補 - 園枝菜穂子
- 制作担当 - 香川智宏
- 制作主任 - 福田春子、鳥越道昭
- 制作 - フジテレビ
- 制作著作 - 共同テレビ

## 放送日程
| 各話                                                          | 放送日         | サブタイトル                                                                                      | 脚本              | 演出              | 視聴率 |
| ------------------------------------------------------------- | -------------- | ------------------------------------------------------------------------------------------------- | ----------------- | ----------------- | ------ |
| 第1話                                                         | 2011年 1月16日 | 本気で怒れ笑え泣け ガテン系の熱血民間人校長がやって来た!!                                         | 秦建日子          | 土方政人          | 11.0%  |
| 第2話                                                         | 1月23日        | 本気で遊べ! 恋をしろ!!                                                                            | 秦建日子          | 土方政人          | 8.9%   |
| 第3話                                                         | 1月30日        | 本気で子供のために泣け!!                                                                          | 秦建日子 森ハヤシ | 岩田和行          | 8.6%   |
| 第4話                                                         | 2月06日        | 教師の不登校って何なんだ                                                                          | 秦建日子          | 平野眞            | 7.8%   |
| 第5話                                                         | 2月13日        | 一緒に帰る場所は学校だ!!                                                                          | 秦建日子          | 土方政人          | 7.7%   |
| 第6話                                                         | 2月20日        | 天国のわが子に誓ったこと                                                                          | 秦建日子          | 岩田和行          | 9.0%   |
| 第7話                                                         | 2月27日        | 何が、教師の現実で限界だ                                                                          | 秦建日子          | 平野眞            | 8.9%   |
| 第8話                                                         | 3月06日        | この手で殴りたい                                                                                  | 秦建日子          | 土方政人          | 9.4%   |
| 最終話 （第9・10話）                                          | 3月20日        | その手を掴む勇気を持て!! 子供の危機か?廃校の危機か? 民間人校長先生、涙の選択!! 切り開けよ希望の道 | 秦建日子          | 土方政人 岩田和行 | 9.6%   |
| 平均視聴率 9.2%（視聴率はビデオリサーチ調べ、関東地区・世帯） |                |                                                                                                   |                   |                   |        |

- 3月13日に放送予定だった第9話は、『FNN報道特別番組 東日本大震災』放送のため放送中止[6]。3月20日の最終話を2時間SPで放送。この回のみ震災の影響もあり、花王がスポンサーに参加しなかった[7]（CMも放送せず。この回はACジャパンの宣伝に差し替える）。

## アフター・スクール!!
フジテレビで2011年1月13日から3月17日まで毎週木曜日22:54 - 23:00に放送されていたミニ番組で、ドラマのスピンオフ企画を行っていた。

## 関連商品（サントラ・DVD）
スクール!! オリジナル・サウンドトラック（2011年3月2日発売）
- 収録曲（作曲・編曲:延近輝之）

| タイトル／分数 | タイトル／分数          | タイトル／分数 |
| -------------- | ----------------------- | -------------- |
| M-01           | スクール!! - Main Theme | 9:18           |
| M-02           | ガテン系ブルース        | 1:54           |
| M-03           | 武市家の人々            | 1:22           |
| M-04           | 民間人校長              | 7:00           |
| M-05           | さまざまな不和          | 1:51           |
| M-06           | 小さな秘密              | 2:29           |
| M-07           | 放課後                  | 3:26           |
| M-08           | 武市家の日常            | 2:03           |
| M-09           | 希望の光                | 2:13           |
| M-10           | 真相                    | 2:32           |
| M-11           | 校長の願い              | 4:09           |
| M-12           | スクール!! - A.Guitar   | 1:46           |
| M-13           | 静かな休日              | 1:47           |
| M-14           | 岩盤ロック              | 1:25           |
| M-15           | 下校の途中で            | 3:06           |
| M-16           | 武市家の食卓            | 1:39           |
| M-17           | 不登校                  | 2:26           |
| M-18           | 夕焼けブルース          | 2:17           |
| M-19           | 壊れた心                | 5:06           |
| M-20           | Team NARUSE             | 2:00           |
| M-21           | 暗闇の音                | 2:30           |
| M-22           | 変わりゆく学校          | 5:54           |
| M-23           | スクール!! - Piano      | 3:07           |

「スクール!! DVD-BOX」2011年7月6日発売（PCBC-61678：ポニーキャニオン）/19950円(税込)
- 【本編Disc】
  - Disc-1：第1話、第2話
  - Disc-2：第3話、第4話
  - Disc-3：第5話、第6話
  - Disc-4：第7話、第8話
  - Disc-5：第9話、最終話
- 【特典Disc】
  - 制作発表
  - メイキング
  - 「スクール!!」放送直前!出演者インタビュー
  - 「希望の道」合唱
  - 「スクール!!」撮影現場クリスマスイベント
  - 本木先生コーナー（8番勝負/クイズ大会/質問会）
  - アフター・スクール!!（1〜10）
  - CM集